# Pudeoniscus birabeni
Pudeoniscus birabeni is een pissebed uit de familie Pudeoniscidae. De wetenschappelijke naam van de soort is voor het eerst geldig gepubliceerd in 1963 door Albert Vandel.